# Heroes (Sabaton album)
A Heroes a svéd Sabaton power metal zenekar nyolcadik stúdióalbuma, mely 2014. május 16-án jelent meg. A lemez többféle formátumban is elérhető: digipack, japán kiadás, valamint limitált earbook kiadás, melyeken bónuszdalok szerepelnek.
Az album tíz dala egy-egy nemzet egy-egy hősének állít emléket, akik részt vettek a második világháborúban. Az albumon szerepel a Far from the Fame című, már korábban kiadott dal, melyet a 2012-es Masters of Rock fesztiválra írtak Joakimék, ám eddig hivatalos formában nem jelent meg.
A zenekar történetében ez az első stúdióalbum, amelyen szerepelnek Chris Rörland és Thobbe Englund gitárosok, valamint Hannes Van Dahl dobos.

## Az album dalai
1. "Night Witches" - 3:01
2. "No Bullets Fly" - 3:37
3. "Smoking Snakes" - 3:14
4. "Inmate 4859" - 4:26
5. "To Hell and Back" - 3:25
6. "The Ballad of Bull" - 3:53
7. "Resist and Bite" - 3:27
8. "Soldier of 3 Armies" - 3:38
9. "Far from the Fame" - 3:47
10. "Hearts of Iron" - 4:28
11. "7734"
12. "Man of War"
13. "For Whom the Bell Tolls (Metallica feldolgozás)"
14. "En Hjältes Väg (Raubtier feldolgozás)"
15. "Out of Control (Battle Beast feldolgozás)"

11-15: Bónusz

## Közreműködők
- Joakim Brodén - ének, billentyűs hangszerek
- Chris Rörland - gitár, háttérvokál
- Thobbe Englund - gitár, háttérvokál
- Pär Sundström - basszusgitár, háttérvokál
- Hannes Van Dahl - dob